# Ellinwood
Ellinwood és una població dels Estats Units a l'estat de Kansas. Segons el cens del 2000 tenia 2.164 habitants.

## Demografia
Segons el cens del 2000, Ellinwood tenia 2.164 habitants, 906 habitatges, i 594 famílies. La densitat de població era de 773,6 habitants/km².
Dels 906 habitatges en un 31,5% hi vivien nens de menys de 18 anys, en un 53,1% hi vivien parelles casades, en un 9,7% dones solteres, i en un 34,4% no eren unitats familiars. En el 31,9% dels habitatges hi vivien persones soles el 17,8% de les quals corresponia a persones de 65 anys o més que vivien soles. El nombre mitjà de persones vivint en cada habitatge era de 2,33 i el nombre mitjà de persones que vivien en cada família era de 2,95.
Per edats la població es repartia de la següent manera: un 26,2% tenia menys de 18 anys, un 6,3% entre 18 i 24, un 23,8% entre 25 i 44, un 21,7% de 45 a 60 i un 22% 65 anys o més.
L'edat mediana era de 41 anys. Per cada 100 dones de 18 o més anys hi havia 82,2 homes.
La renda mediana per habitatge era de 29.596 $ i la renda mediana per família de 42.292 $. Els homes tenien una renda mediana de 29.792 $ mentre que les dones 19.194 $. La renda per capita de la població era de 15.811 $. Entorn del 7,3% de les famílies i el 10% de la població estaven per davall del llindar de pobresa.

## Poblacions més properes
El següent diagrama mostra les poblacions més properes.